# Melanitis patra
Melanitis patra är en fjärilsart som beskrevs av Hans Fruhstorfer 1908. Melanitis patra ingår i släktet Melanitis och familjen praktfjärilar. Inga underarter finns listade i Catalogue of Life.